# Ōmagatoki
Ōmagatoki (逢魔時 or 大禍時?) es un término japonés que se refiere al momento en el atardecer cuando el cielo se oscurece. Tiene un significado específico, "el momento de la reunión yōkai ".

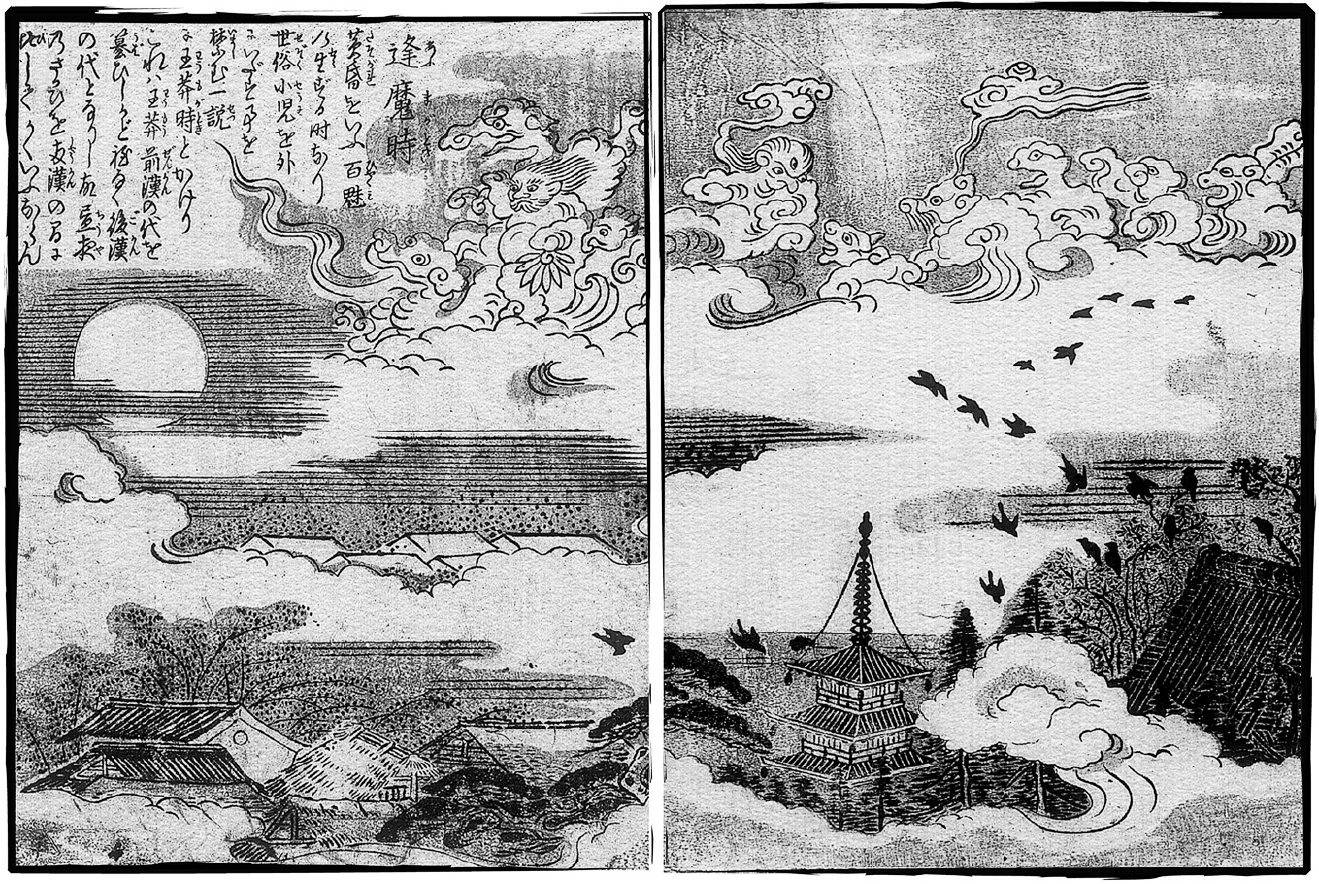
Ōmagatoki como lo muestra Toriyama Sekien

En el libro Konjaku Gazu Zoku Hyakki (ilustraciones de cien demonios del presente y del pasado), de Toriyama Sekien el ōmagatoki es descrito como el momento donde los yōkai intentan materializarse en el mundo.